# 揀択
揀択（カンテク、正式名称は揀擇）とは、李氏朝鮮で王室の女性となる者（王妃、世子嬪など）を選ぶ行事である。

## 概要
しきたりが重視された李氏朝鮮では、王室の女性選びは大変なものだった。まず、揀擇は、臨時官庁「嘉礼都監（カレトガム）」が設置され、禁婚礼が出される。世子より少し年上の両班の女性は必ず候補者として申告せねばならなかった。候補者は、名門出身で、父親の地位はあまり高くなく、権力も財産も持たないのが望ましいとされた。これは外戚の力を抑えるためだった（しかし実際は政治的関係が大きく反映されたが）。候補者は、書類審査を受けた後、「揀擇」という面接試験を受ける。

## 初揀擇
書類審査で選ばれたものは、宮廷の門をはじめてくぐる際、鉄釜の蓋を踏むという風習があったが、これは諸説ある。揀擇の審査員は王室の女性たちで、整列した候補者たちに父親の姓名を書かせる、茶菓子を出してそれを食す際の作法を見るなどをして審査をした。

## 再揀擇
初揀擇から二週間後、残った候補者6人程度を対象に2度目の揀擇が行われた。3人に絞り込まれた候補者たちは「六人轎（ユギンギョ）」という輿に乗り、50人に護衛されながら、帰宅した。

## 三揀擇
最終審査である三揀擇は、再揀擇から15 - 20日後に行われた。残りの3人の候補者が集められ、内定者が王室女性にふさわしいかを確認した。確認が済むと、王が内定者の名を書き、公表された。内定者は王族に挨拶をすると、そのまま別宮に入り、王妃になるための教育を受けた。残りの候補者は、内定しなくても、王の女とみなされ、一生一人でいなければならなかった。三揀擇が終わると、禁婚礼は解かれた。